# Moschea Abbas Mirza (Erevan)
La moschea Abbas Mirza' (in armeno: Աբաս Միրզայի մզկիթ (Abas Mirzayi mzkit), in persiano: مسجد عباس میرزا, in azero: Abbas Mirzə məscidi) era una moschea sciita di Erevan, in Armenia. Questa moschea fu costruita all'inizio del XIX secolo, durante il regno dell'ultimo khan (governatore) del Khanato di Erivan, Huseyn Khan. Si chiamava Abbas Mirza Jami, dal nome del principe ereditario Qajar Abbas Mirza, figlio di Fath Ali Shah. La facciata della moschea era decorata di vetrate verdi e blu, riflettendo gli stili architettonici persiani. Dopo la cattura di Erivan da parte dei russi, la moschea fu usata come arsenale. La moschea è stata trasformata in caserma dopo essere stata conquistata dalle truppe russe.
Durante l'era sovietica la moschea, insieme agli edifici cristiani, è stata abbandonata e attualmente è conservata solo la cornice della moschea.

## Galleria d'immagini

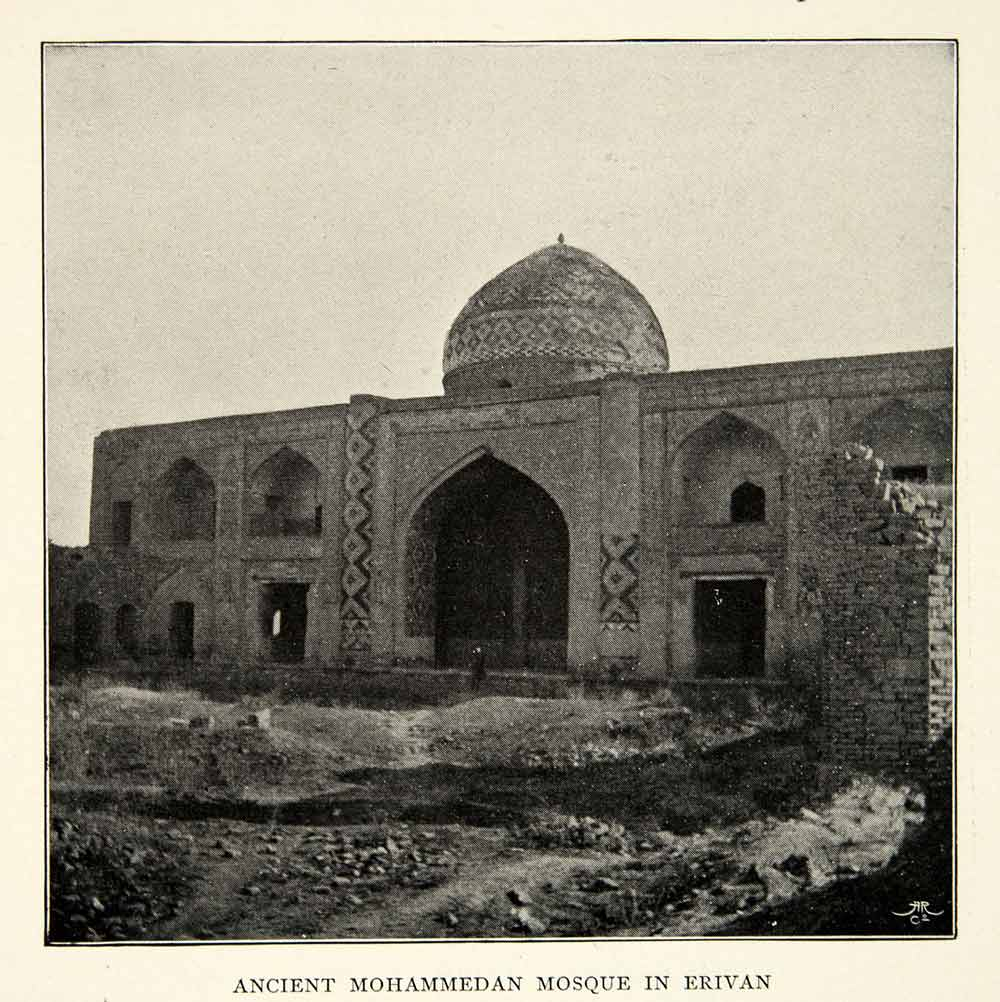
La moschea nel 1899
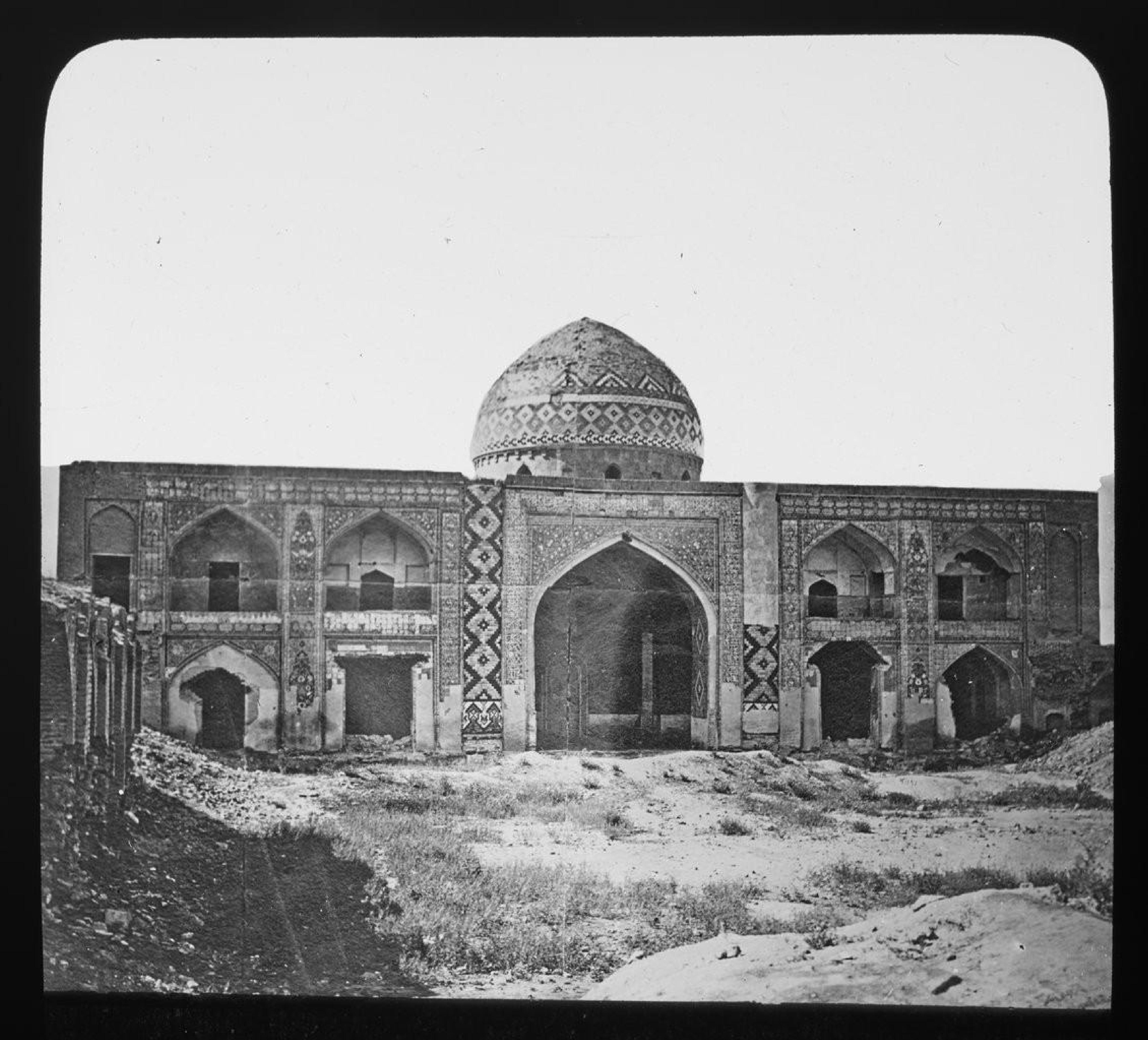
la moschea nel tardo XIX secolo
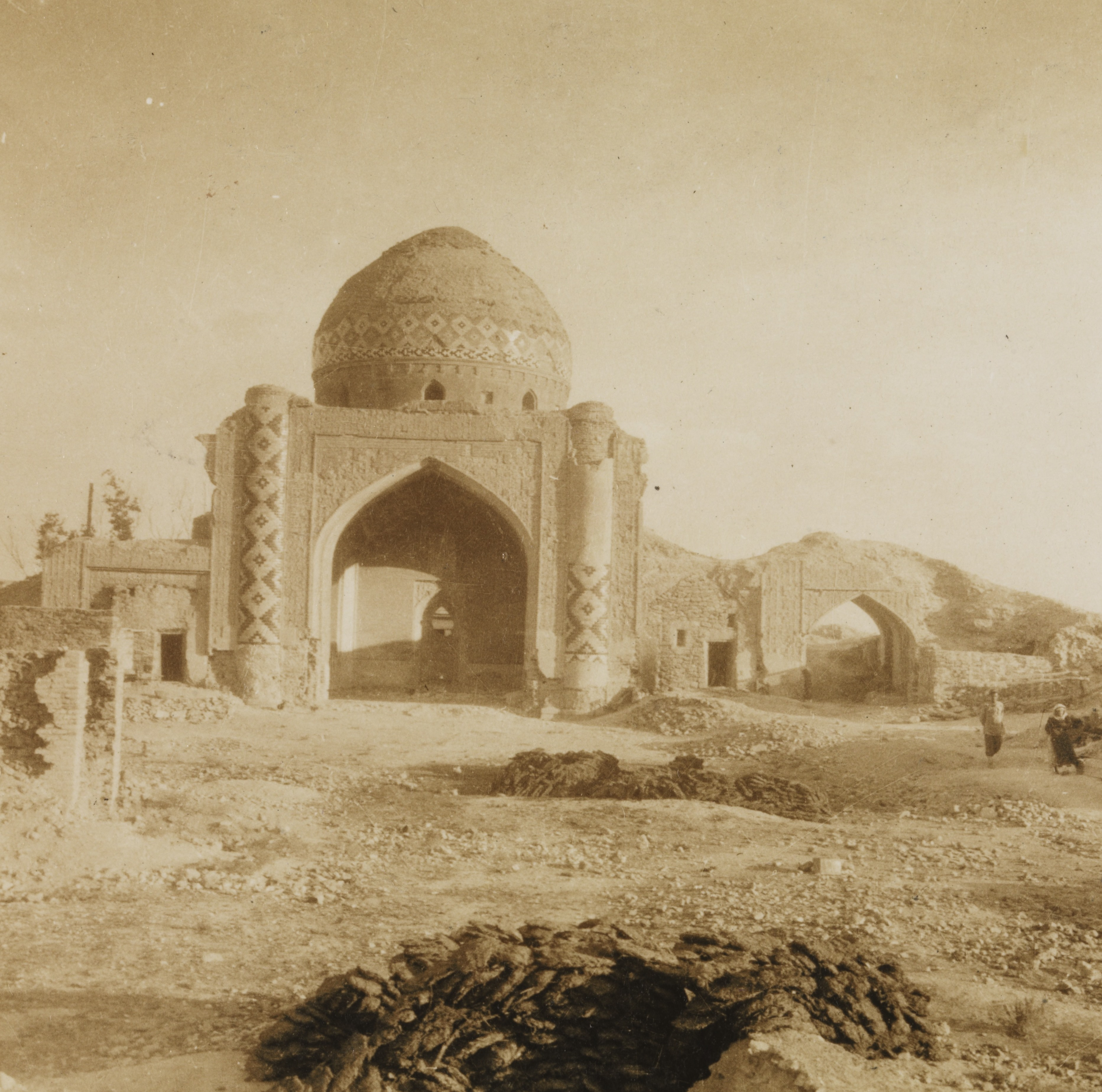
Resti della moschea nel 1925